# Nova Floresta (kommun)
Nova Floresta är en kommun i Brasilien.   Den ligger i delstaten Paraíba, i den östra delen av landet, 1 600 km nordost om huvudstaden Brasília. Antalet invånare är 10 533. Arean är 59 kvadratkilometer.
Terrängen i Nova Floresta är huvudsakligen platt, men österut är den kuperad.
Följande samhällen finns i Nova Floresta:
- Nova Floresta

Omgivningarna runt Nova Floresta är huvudsakligen savann. Runt Nova Floresta är det ganska glesbefolkat, med 34 invånare per kvadratkilometer.